# T-Mobile Czech Republic

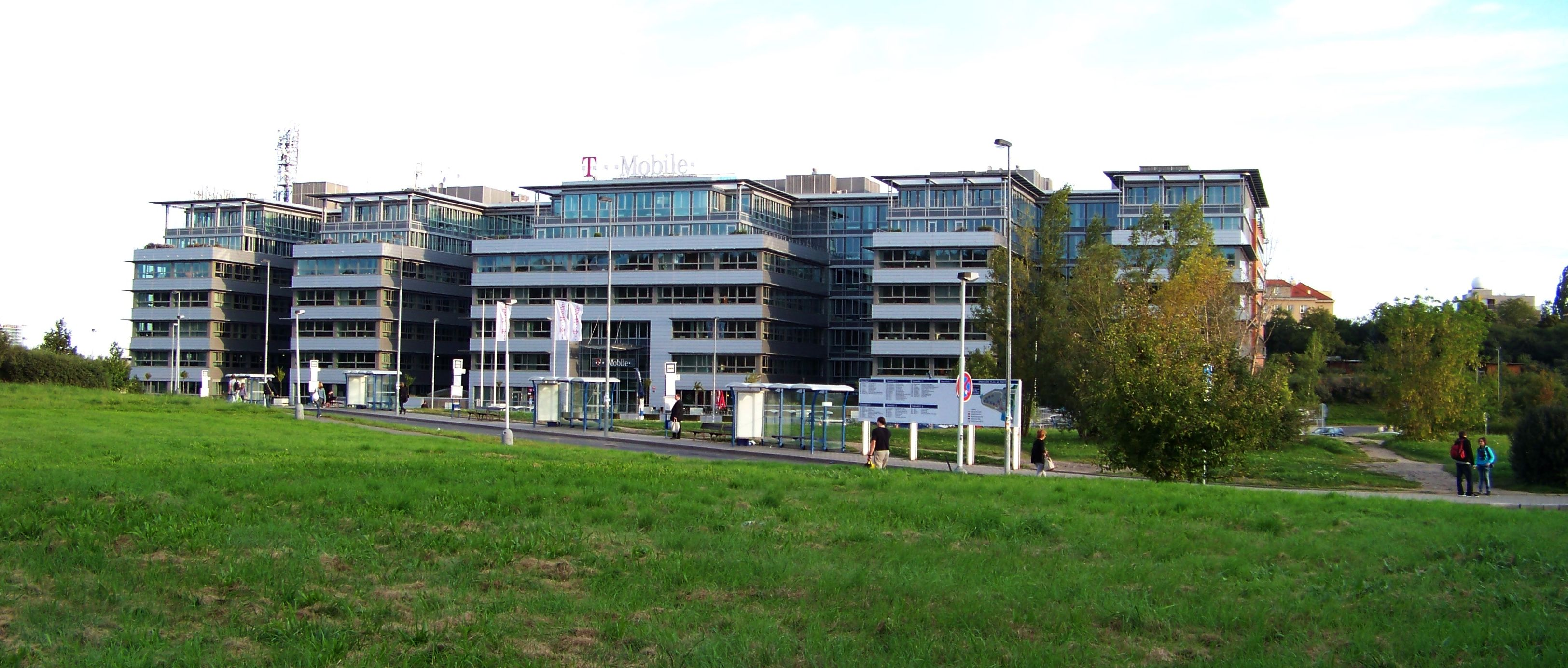
T-Mobile-Zentrale in Prag 11

T-Mobile Czech Republic a.s. ist eine tschechische Mobilfunkgesellschaft und 100-prozentige Tochter der Deutschen Telekom AG. T-Mobile ist der größte Mobilfunknetzbetreiber in Tschechien mit sechs Millionen Kunden zum 31. Dezember 2014.

## Geschichte
T-Mobile ist seit 1996 auf dem tschechischen Markt als Joint Venture (České Radiokomunikace und Deutsche Telekom) tätig und stellt ein Netzwerk mit dem Namen Paegas bereit. Am 19. Oktober 2005 führte T-Mobile als erster tschechischer Betreiber die 3G-Technologie ein. Im Jahr 2011 unterzeichneten O2 Czech Republic und T-Mobile Czech Republic eine Vereinbarung über das Teilen von Second-, Third- und LTE-Netzwerken.
T-Mobile betreibt in Tschechien ein Mobilfunknetz, das die Standards von GSM, UMTS und LTE erfüllt.